# Declinație magnetică

Exemplu de declinaţie magnetică pozitivă, N_{g} fiind nordul geografic, N_{m} nordul magnetic, iar δ declinația.

În geofizica Pământului, declinația magnetică reprezintă unghiul format de direcția acului magnetic al busolei cu direcția geografică nord-sud, datorită faptului că polii geografici nu coicid cu cei magnetici.
Dacă acul magnetic este rotit spre est față de direcția geografică nord-sud, declinația magnetică se numește pozitivă, iar în caz contrar, negativă.
Aparatul folosit pentru măsurarea acestei mărimi se numește declinometru, iar variația declinației într-un punct al scoarței terestre este înregistrată cu ajutorul declinografului.
Declinația magnetică prezintă o variație lentă în timp (diurnă, anuală, seculară) și o distribuție geografică diferită, mai ales în funcție de proprietățile magnetice ale diferitelor roci.
Uneori acul magnetic poate suferi abateri și din cauza unor fenomene solare (activitate solară).
În România, variația anuală a declinației magnetice este în prezent pozitivă, de 3-6 minute pe an.
Acest articol conține text din Dicționarul enciclopedic român (1962-1966), aflat acum în domeniul public.